# 큰머리땃쥐속
큰머리땃쥐속(Paracrocidura)은 땃쥐류 속의 하나이다. 땃쥐과에 속하는 포유류이다. 땃쥐속에 속하는 "큰머리땃쥐"(Crocidura grandiceps)와는 다르다.

## 특징
꼬리 길이 33~46mm를 제외한 몸길이가 65~96mm인 작은 설치류로 몸무게는 최대 16g이다.

## 분포
중앙아프리카에 널리 분포한다.

## 하위 종
- 그라우어큰머리땃쥐 (Paracrocidura graueri)
- 왕큰머리땃쥐 (Paracrocidura maxima)
- 작은큰머리땃쥐 (Paracrocidura schoutedeni)